# Jungfrutjärnarna (Njurunda socken, Medelpad, 689904-159116)
Jungfrutjärnarna är en sjö i Sundsvalls kommun i Medelpad och ingår i Ljungan-Gnarpsåns kustområde.